# Shigeo Sugimoto
Shigeo Sugimoto (4 decembrie 1926 - 2 aprilie 2002) a fost un fotbalist japonez.

## Statistici
| Japonia | Japonia | Japonia |
| An      | Meciuri | Goluri  |
| ------- | ------- | ------- |
| 1951    | 2       | 0       |
| 1952    | 0       | 0       |
| 1953    | 0       | 0       |
| 1954    | 1       | 0       |
| Total   | 3       | 0       |